# 佛拉哥环形山
佛拉哥环形山（Vlacq）是月球正面东南高地上一座古老的大撞击坑，约形成于45.5-39.2亿年前的前酒海纪，其名称取自十七世纪荷兰图书出版商暨对数表的作者阿德里安·弗拉克（Adriaan Vlacq，1600年-1667年），1935年被国际天文学联合会批准接受。

## 描述

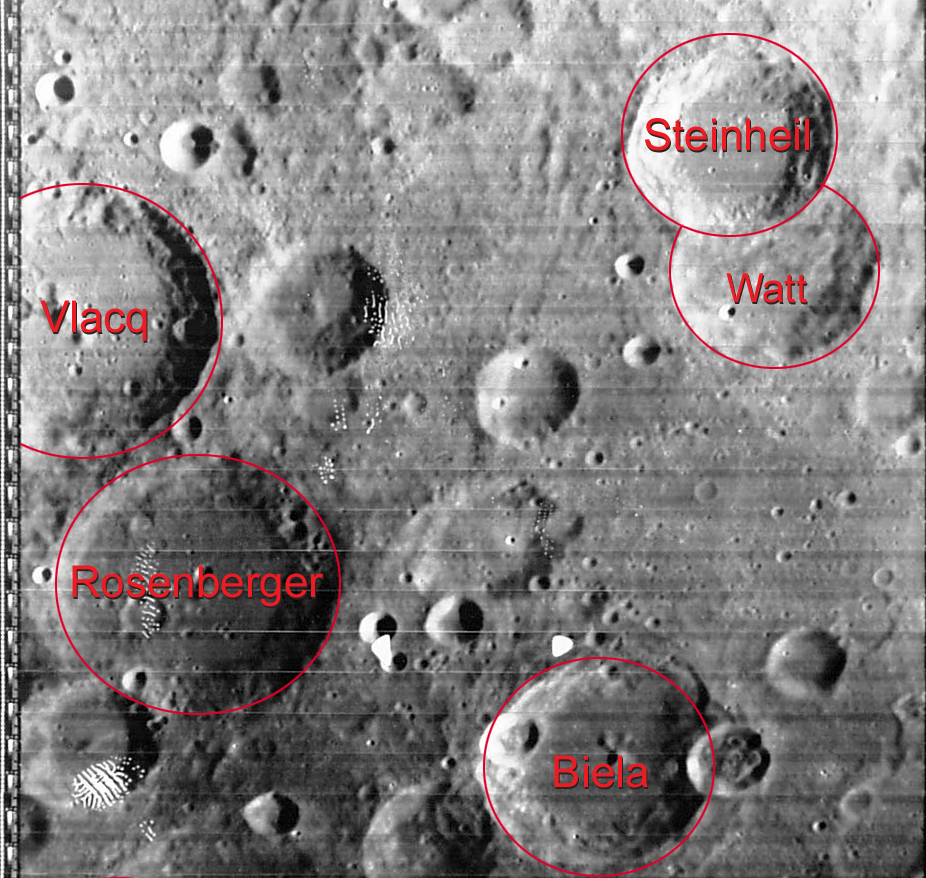
佛拉哥环形山的周边，月球轨道器4号拍摄。

该陨坑西侧与霍梅尔环形山相接壤、西北毗邻皮蒂斯楚斯环形山、施泰因海尔环形山和瓦特环形山位于它的东北，东南则坐落着罗森伯格环形山、而奈阿尔科环形山横亘在它的南面。该陨坑中心月面坐标为53°18′S 38°48′E / 53.3°S 38.8°E，直径89.2公里，深度2.82公里。
佛拉哥环形山已严重磨损，但程度仍较相邻的罗森贝格尔环形山要轻，南侧坑壁上横跨了卫星坑佛拉哥 G、沿西北到东北侧外壁分别坐落了卫星坑佛拉哥 E、佛拉哥 K及连环坑佛拉哥 A和佛拉哥 B。该陨坑内侧壁十分宽阔，上面保留有阶地结构痕迹。坑壁平均高出周边地形1410米，内部容积约7600立方千米。坑内地表已被玄武岩熔岩淹没，形成一块平坦的坑底，但坑底西南覆盖有相邻陨坑形成时撞击溅射的岩石；靠中心矗立着一座由斜长岩构成的圆形山丘，约15公里长，其中沿西北向更长；此外，坑底表面还散布有众多细小的陨坑以及位于西半部的一座撞击坑残迹，它们中最醒目的是位于中央峰西侧的一处圆形凹坑。
佛拉哥环形山及佛拉哥A已被月球和行星观测协会（ALPO）列入《带有明亮射纹系统的撞击坑列表》。

## 卫星陨石坑
按惯例，最靠近佛拉哥环形山的卫星坑将在月图上以字母标注在它的中心点旁边。
| 佛拉哥 | 纬度    | 经度    | 直径    |
| ------ | ------- | ------- | ------- |
| A      | 51.2° S | 38.9° E | 17 公里 |
| B      | 51.0° S | 39.7° E | 18 公里 |
| C      | 50.3° S | 39.4° E | 19 公里 |
| D      | 48.7° S | 36.2° E | 34 公里 |
| E      | 52.0° S | 36.2° E | 11 公里 |
| G      | 54.9° S | 38.1° E | 27 公里 |
| H      | 47.9° S | 34.9° E | 11 公里 |
| K      | 51.2° S | 36.6° E | 12 公里 |

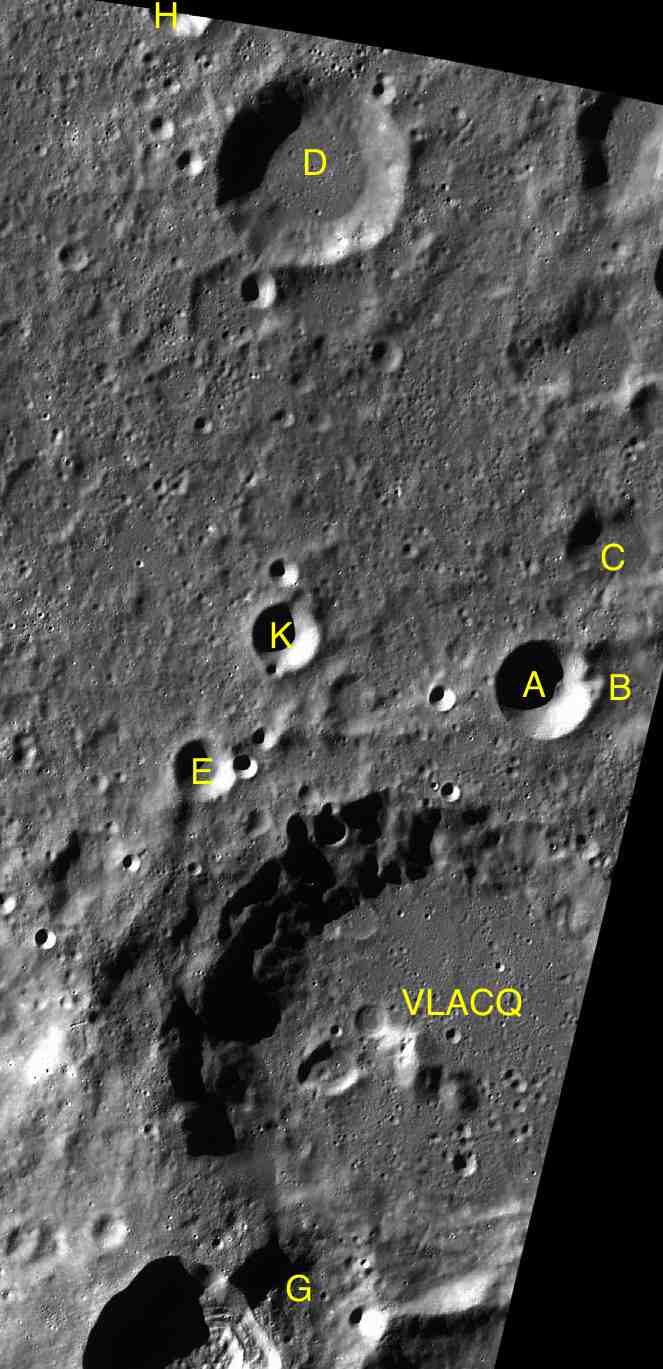
LAC-127 区域图

- 卫星坑佛拉哥 D约形成于39.2-38.5亿年前的酒海纪[1]；
- 卫星坑佛拉哥 G约形成于38.5-38亿年前的早雨海世[1]。

## 另请参阅
- Andersson, L. E.; Whitaker, E. A. . NASA RP-1097. 1982.
- Blue, Jennifer. . USGS. July 25, 2007  [2007-08-05]. （原始内容存档于2012-04-08）.
- Bussey, B.; Spudis, P. . New York: Cambridge University Press. 2004. ISBN 978-0-521-81528-4.
- Cocks, Elijah E.; Cocks, Josiah C. . Tudor Publishers. 1995. ISBN 978-0-936389-27-1.
- McDowell, Jonathan. . Jonathan's Space Report. July 15, 2007  [2007-10-24]. （原始内容存档于2012-05-26）.
- Menzel, D. H.; Minnaert, M.; Levin, B.; Dollfus, A.; Bell, B. . Space Science Reviews. 1971, 12 (2): 136–186. Bibcode:1971SSRv...12..136M. doi:10.1007/BF00171763.
- Moore, Patrick. . Sterling Publishing Co. 2001. ISBN 978-0-304-35469-6.
- Price, Fred W. . Cambridge University Press. 1988. ISBN 978-0-521-33500-3.
- Rükl, Antonín. . Kalmbach Books. 1990. ISBN 978-0-913135-17-4.
- Webb, Rev. T. W.  6th revised. Dover. 1962. ISBN 978-0-486-20917-3.
- Whitaker, Ewen A. . Cambridge University Press. 1999. ISBN 978-0-521-62248-6.
- Wlasuk, Peter T. . Springer. 2000. ISBN 978-1-85233-193-1.